# 堀内星夜
堀内 星夜（ほりうち せいや、1997年12月26日 - ）は、日本のバスケットボール選手。
高知県出身。ポジションはポイントガード。B3リーグ・しながわシティ所属。

## 来歴

### プロ入りまで
高知市立西部中学校時代は、2年次に2012年第25回ジュニアオールスター出場。3年次にはキャプテンとなり全中で大会ベスト16となる。また、同級生の濱田貴流馬らと共に第33回高知市中学駅伝競走大会出場。
高知中央高等学校では、三年間寮生活し、3年次にはキャプテンを務めた。第70回国民体育大会少年男子で5位となる。
名古屋学院大学では、1年次第68回インカレ出場。同学年に鈴木空、2学年上には東宏輝、一学年下に王偉嘉と山本楓己らがいた。その後日本経済大学に編入。1学年上に小野晃弘、3学年下に小池文哉らがいた。
卒業後は2021年に地域リーグのBUBBLE、2022年は同じく地域リーグの徳島ガンバロウズオルトに所属。

### しながわシティ時代（2022-）
2022年、しながわシティバスケットボールクラブに入団した。背番号は2。2022-23シーズンは44試合出場、11試合先発、7.50分、3.00得点を記録した。	
2年目の2023-24シーズンは背番号を3に変更し、51試合出場、11.27分、3.59得点、3P36.4%、FT80.0％を記録した。
3年目の2024-25シーズン、2024年10月13日の徳島戦にてキャリア通算100試合出場を達成した。2025年3月14日の岡山戦にてキャリア通算3P100本成功を達成した。2025年4月6日の岐阜戦にてキャリアハイの23点および3P7本成功を達成した。シーズン40試合に出場し、4.15得点、3P35.9％、FT80.0％を記録した。また得点力はB3リーグでもトップクラスでPER30minで15.23得点（B3日本人3位）。10分以上出場したゲーム平均10.25得点であった。

## 個人成績
| シーズン   | チーム | GP | GS | MPG   | FG%   | 3P%   | FT%   | RPG  | APG  | SPG  | BPG  | TO   | PPG  |
| ---------- | ------ | -- | -- | ----- | ----- | ----- | ----- | ---- | ---- | ---- | ---- | ---- | ---- |
| B3 2022-23 | 品川   | 44 | 11 | 7.50  | 31.8% | 28.8% | 54.5% | 0.45 | 0.77 | 0.18 | 0.00 | 0.61 | 3.00 |
| B3 2023-24 | 品川   | 51 | 0  | 11.27 | 40.0% | 36.4% | 80.0% | 0.67 | 1.02 | 0.24 | 0.00 | 0.71 | 3.59 |
| B3 2024-25 | 品川   | 40 | 5  | 8.18  | 37.1% | 35.9% | 80.0% | 0.60 | 0.48 | 0.08 | 0.00 | 0.48 | 4.15 |

## 人物
交代でコートに入る時やシュートを決めると、「セイヤ！セイヤ！」と神輿を担ぐようなコールがMCやブースターから巻き起こる。